# Каобанг (провинция)
Каоба́нг (вьет. Cao Bằng, тьы-ном 高平) — провинция на севере Вьетнама. Административный центр провинции — город провинциального подчинения Каобанг.

## География

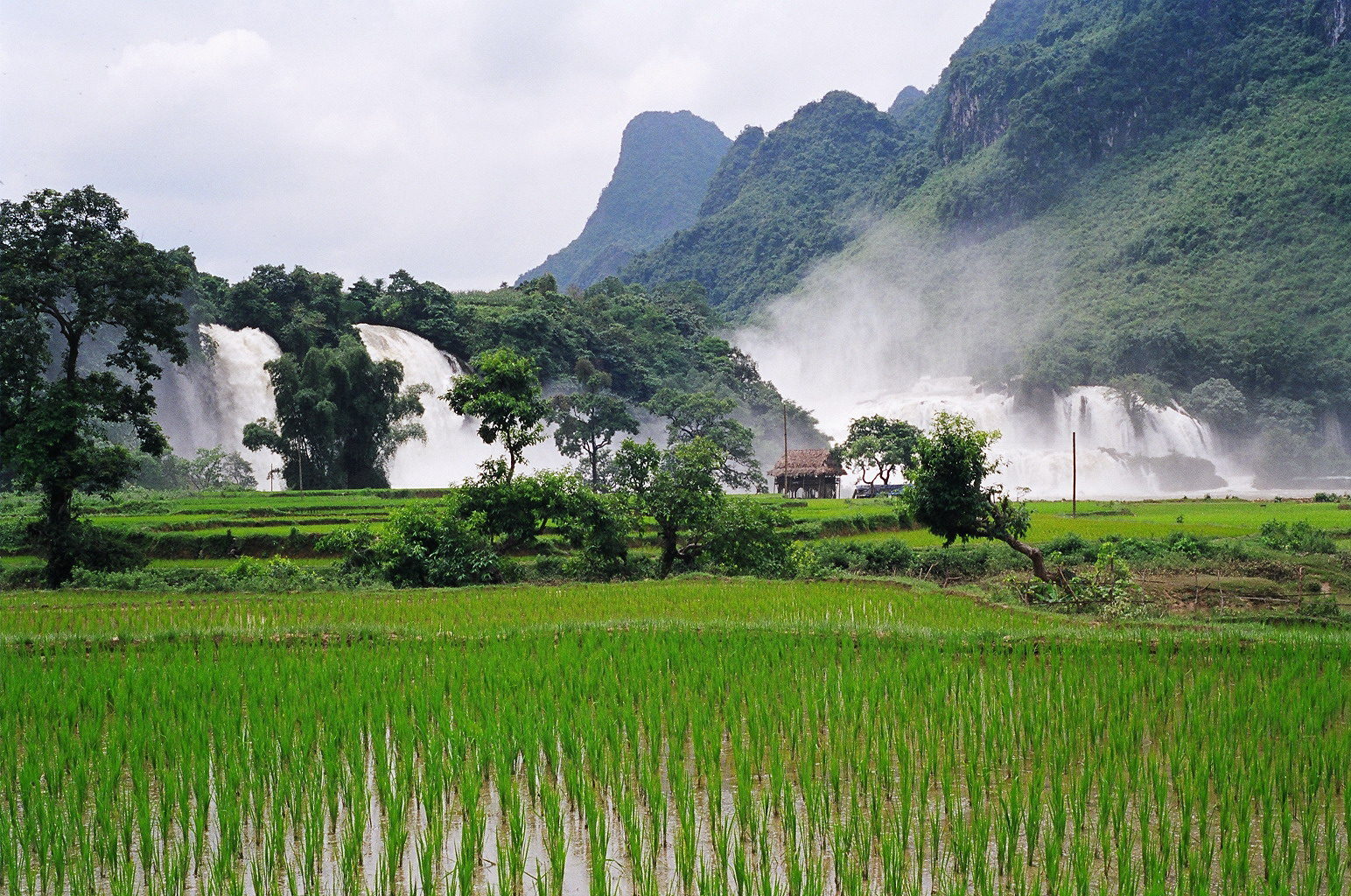
Вид на водопад Банзёк

Площадь составляет 6724,6 км². Провинция расположена на крайнем севере страны, имеет границу с Китаем. Протянулась на 80 км с севера на юг и на 170 км с запада на восток. Большую часть территории занимают горы, около 90 % территории покрыто лесом. Расстояние от центра провинции, города провинциального подчинения Каобанг, до Ханоя составляет 270 км. На границе с Китаем находится известный водопад Банзёк.

## Население
По данным на 2009 год население провинции составляет 510 884 человека, средняя плотность населения — 75,97 чел./км². Доля мужчин — 48,5 %; женщин — 51,5 %. Городское население — 15,7 %.
Крупнейшей этнической группой провинции Каобанг, по состоянию на 2009 год, являются таи (тхо) — 41,0 %, далее следуют нунги — 31,1 %, мяо — 10,1 % и яо — 10,1 %.
По данным на 2013 год численность населения составляет 542 045 человек.
Динамика численности населения провинции по годам:
| 1999    | 2005    | 2006    | 2013    |
| ------- | ------- | ------- | ------- |
| 490 335 | 514 618 | 518 900 | 542 045 |

## Административное деление
Провинция Каобанг подразделяется на:
- город провинциального подчинения Каобанг

и 12 уездов
- Баолак (Bảo Lạc)
- Баолам (Bảo Lâm)
- Халанг (Hạ Lang)
- Хакуанг (Hà Quảng)
- Хоаан (Hòa An)
- Нгуенбинь (Nguyên Bình)
- Фукхоа (Phục Hòa)
- Куангуен (Quảng Uyên)
- Тхатьан (Thạch An)
- Тхонгнонг (Thông Nông)
- Чалинь (Trà Lĩnh)
- Чунгкхань (Trùng Khánh)

## Климат
Среднегодовая температура составляет 22 °С. В горах температура может опускаться ниже 0 °С, случаются снегопады.

## Экономика
Каобанг — сравнительно бедная провинция страны, экономика основывается на сельском и лесном хозяйствах.